# Jungfraubahn

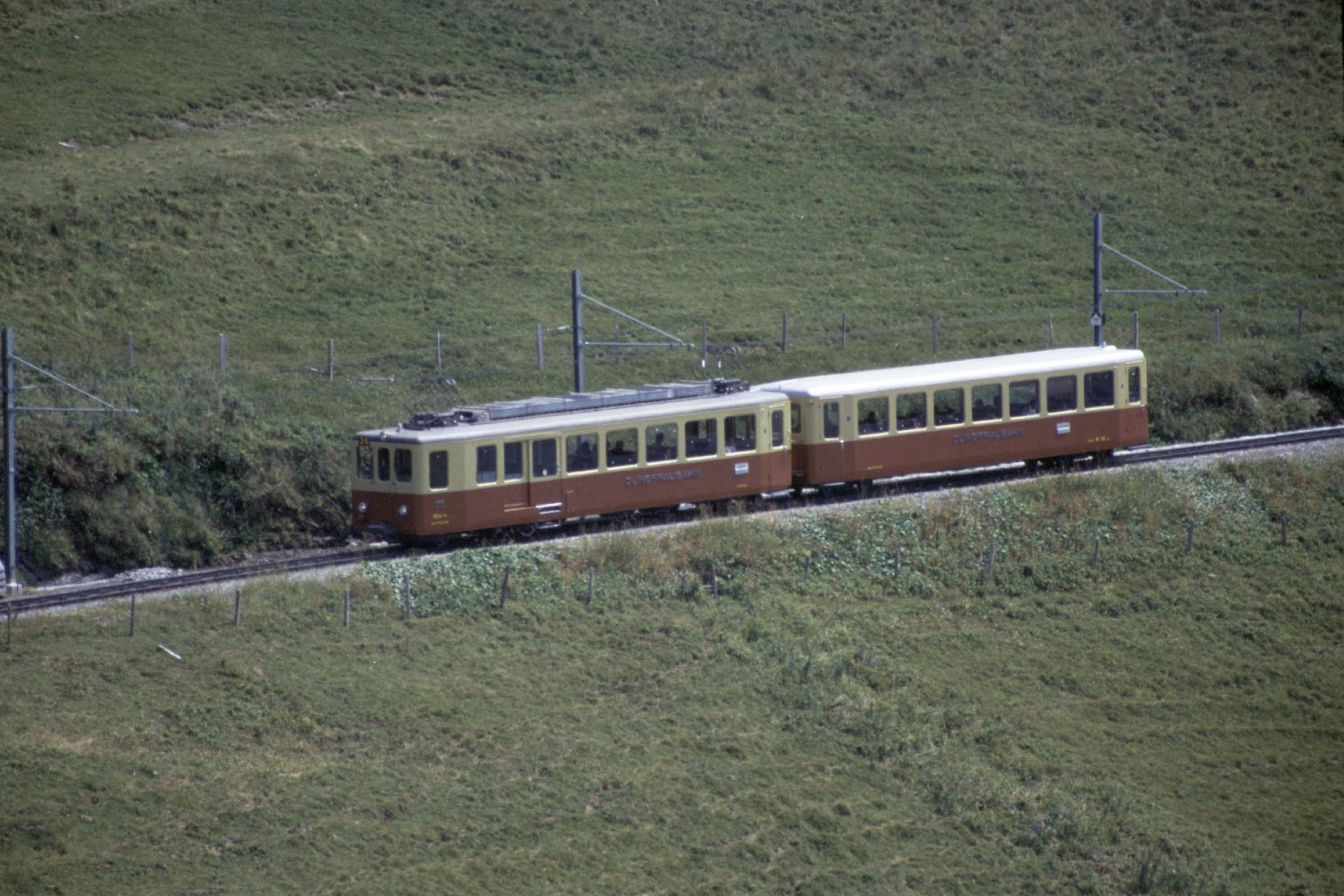
Tåg på Jungfraubahn.

Jungfraubahn är en smalspårig (1000 mm) järnvägslinje i schweiziska Alperna. Den löper 9,3 km från Kleine Scheidegg till Europas högst belägna järnvägsstation Jungfraujoch (3454 m ö.h.). Järnvägen löper mestadels i en tunnel som sprängts in i bergen Eiger och Mönch. Den har två stationer inne i tunneln som är försedda med panoramafönster i bergväggen. Linjen är elektrifierad med trefas 1125 volt och 50 Hz växelström. Banan ansluter vid Kleine Scheidegg till Wengernalpbahn (WAB) som har anslutningslinjer till och från Grindelwald och Lauterbrunnen/Wengen. Toppstationen, som även kallas Top of Europe, innehåller utställningar, utsiktsterrass, gångtunnel genom glaciären, restauranger, café och butik. På platsen finns även en forskningsstation och en väderstation.
Linjen byggdes mellan 1896 und 1912 av Adolf Guyer-Zeller från Zürich. Stationen på Jungfraujoch besöks varje år av cirka en halv miljon personer.

## Historik
- 1893 – Wengenalpbahn öppnar
- 1894 – Adolf Guyer-Zeller får koncession att bygga en järnväg mellan Kleine Sheidegg och Jungfrau
- 1896 – Byggnationen påbörjas med ca 100 italienska arbetare
- 1898 – Sektionen Kleine Scheidegg – Eigerletcher öppnar
- 1898 – Sprängningsarbeten för tunneln påbörjas
- 1899 – Adolf Guyer-Zeller dör och projektet övertas av hans anhöriga
- 1903 – Station Eigerwand öppnar
- 1905 – Station Eismeer öppnar
- 1905 – Finansiella problem och byggnationen avstannar under två år
- 1912 – Efter 16 års arbete öppnar toppstationen vid Jungfraujoch
- 1931 – Forskningsstationen vid Jungfraujoch öppnar
- 1937 – Observatoriet öppnar

## Stationer

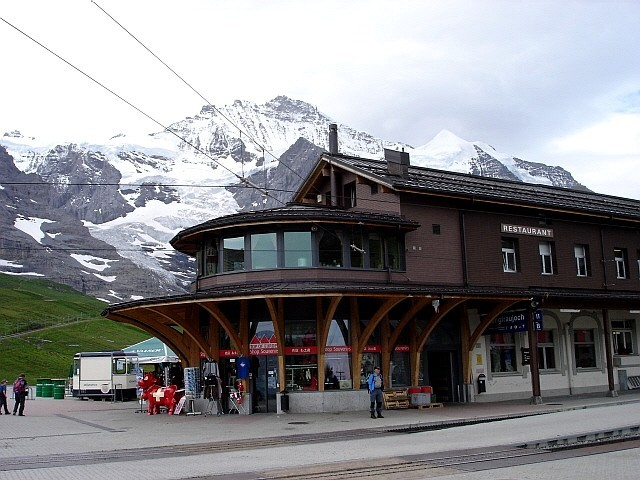
Kleine Scheidegg.

- Kleine Scheidegg (2061 m ö.h.) – startpunkt och anslutning till Wengenalpbahn
- Eigergletscher (2320 m ö.h.) – friluftstation strax före tunnelmynningen
- Eigerwand (2 864 m ö.h.) – belägen i tunnel, försedd med panoramafönster i berget
- Eismeer (3158 m ö.h.) – belägen i tunnel, försedd med panoramafönster i berget
- Jungfraujoch (3 454 m ö.h.) – slutstation Top of Europe